# 갈리치아 로도메리아 왕국
갈리치아 로도메리아 왕국(우크라이나어: Королівство Галичини та Володимирії 코롤리우스트보 갈리치니 타 볼로디미리이[*], 폴란드어: Królestwo Galicji i Lodomerii 크룰레스트보 갈리치 이 로도메리이[*], 독일어: Königreich Galizien und Lodomerien 쾨니히라이히 갈리치엔 운트 로도메리엔[*])은 1772년부터 1918년까지 존재했던 합스부르크 군주국의 왕국이다.
1772년 제1차 폴란드 분할로 인해 합스부르크 군주국에 편입되었다. 1804년부터 1867년까지는 오스트리아 제국의 구성국이었으며 1867년부터 1918년까지는 오스트리아-헝가리 제국의 구성국이었다. 이 곳에 속해 있던 대공국으로는 크라쿠프 대공국이 있다.

## 같이 보기
- 부코비나
- 마워폴스카